# Theodora av Valakiet
Theodora av Valakiet, död 1352, var kejsarinna av Bulgarien 1331–1352, som gift med tsar Ivan Alexander av Bulgarien.
Ivan Alexander skilde sig från Theodora år 1345 och lät fängsla henne i ett kloster. 
Theodora är den första nunna i Rumäniens historia vars namn är känt. Hon blev kanoniserad som helgon av Rumänsk-ortodoxa kyrkan 2022 och vördas som helgon under namnet Theopahno Basarab med festdag 28 oktober. 